# Loving contro Virginia
Loving contro Virginia (12 giugno 1967) fu un caso giudiziario civile durante il quale la Corte suprema degli Stati Uniti, con sentenza unanime, dichiarò incostituzionale il Racial Integrity Act del 1924 e ribaltò la sentenza Pace v. Alabama del 1883, ponendo fine alle restrizioni legali relative ai matrimoni interrazziali negli Stati Uniti.

## Il caso dibattuto
Lo stato della Virginia sosteneva la legittimità delle sue norme penali che impedivano i matrimoni interrazziali: in base ad esse i bianchi ed i neri erano soggetti alla stessa pena. La Corte Suprema rifiutò tale argomentazione, riconoscendo che il XIV emendamento non poteva ritenersi soddisfatto con la mera uguaglianza formale della pena e che, in generale, ogni volta che il giudice si trova di fronte a norme o prassi che si basano sulla razza, deve ritenerle sospette.
Con tale sentenza viene per la prima volta elaborato il cosiddetto "test di scrutinio rigido" (in inglese strict scrutiny test), un percorso logico che i giudici devono seguire per valutare la correttezza delle azioni poste in essere - dal legislatore o dai soggetti privati - per superare la discriminazione o compensare, con attività rimediali, gli effetti della discriminazione passata.